# Arnold Schwellensattl
Arnold Schwellensattl (Merano, 13 gennaio 1975) è un allenatore di calcio ed ex calciatore italiano, di ruolo attaccante.

## Carriera

### Club
Originario di Lagundo, Schwellensattl giocò tre stagioni nelle giovanili dell'Atalanta per proseguire la carriera all'estero, principalmente in Austria ma anche in Germania, Cina e Norvegia. Oltre all'Atalanta, l'unica altra esperienza in Italia fu con il Südtirol nel 2002. Chiuse la carriera con il Vorwärts Steyr.

### Dopo il ritiro
Dal 2008 fa parte dell'organigramma del Südtirol; ha ricoperto i ruoli di coordinatore del settore giovanile, allenatore di alcune formazioni, nonché ad interim quello della prima squadra.

## Palmarès

### Giocatore

#### Competizioni giovanili
- Trofeo Dossena: 1

Atalanta: 1993

#### Competizioni regionali
- Oberösterreichischer Fußballverband: 1

Vorwärts Steyr: 2005-2006